# Hôtel Saint-Aignan
Ne doit pas être confondu avec l'Hôtel de Saint-Aignan à Paris, siège du musée d'Art et d'Histoire du judaïsme.
L'hôtel Saint-Aignan est un hôtel particulier de style gothique flamboyant bâti à la fin du XVe siècle, situé rue Saint-Jean, dans le centre-ville de Nantes, en France. L'immeuble a été inscrit au titre des monuments historiques en 1926.

## Historique
Le bâtiment aurait été bâti vers 1472 par les seigneurs de la Guerche (Saint-Brevin), les Tournemine. Puis il devient hôtel particulier des Goheau de Saint-Aignan,, dont le nom est souvent abrégé Saint-Aignan sur les actes officiels.
En 1819, les Sœurs de Saint-Vincent-de-Paul prennent possession des lieux.
L'hôtel Saint-Aignan est inscrit aux monuments historiques par arrêté du 15 mai 1926.

## Architecture
L'édifice est construit dans la période où le duc François II de Bretagne fait de Nantes sa capitale. L'élévation de la cathédrale toute proche, entamée en 1434, est le symbole d'une période dynamique de construction. Les maisons nobles comme l'hôtel Saint-Aignan sont bâties en tuffeau, pierre en provenance de Saumur, en Anjou. La partie la plus ancienne de l'immeuble est dans un style gothique flamboyant. En 1840, les religieuses qui occupent l'hôtel adjoignent une aile qui ferme la cour d'honneur ; cette partie évoque l'architecture du Moyen Âge.

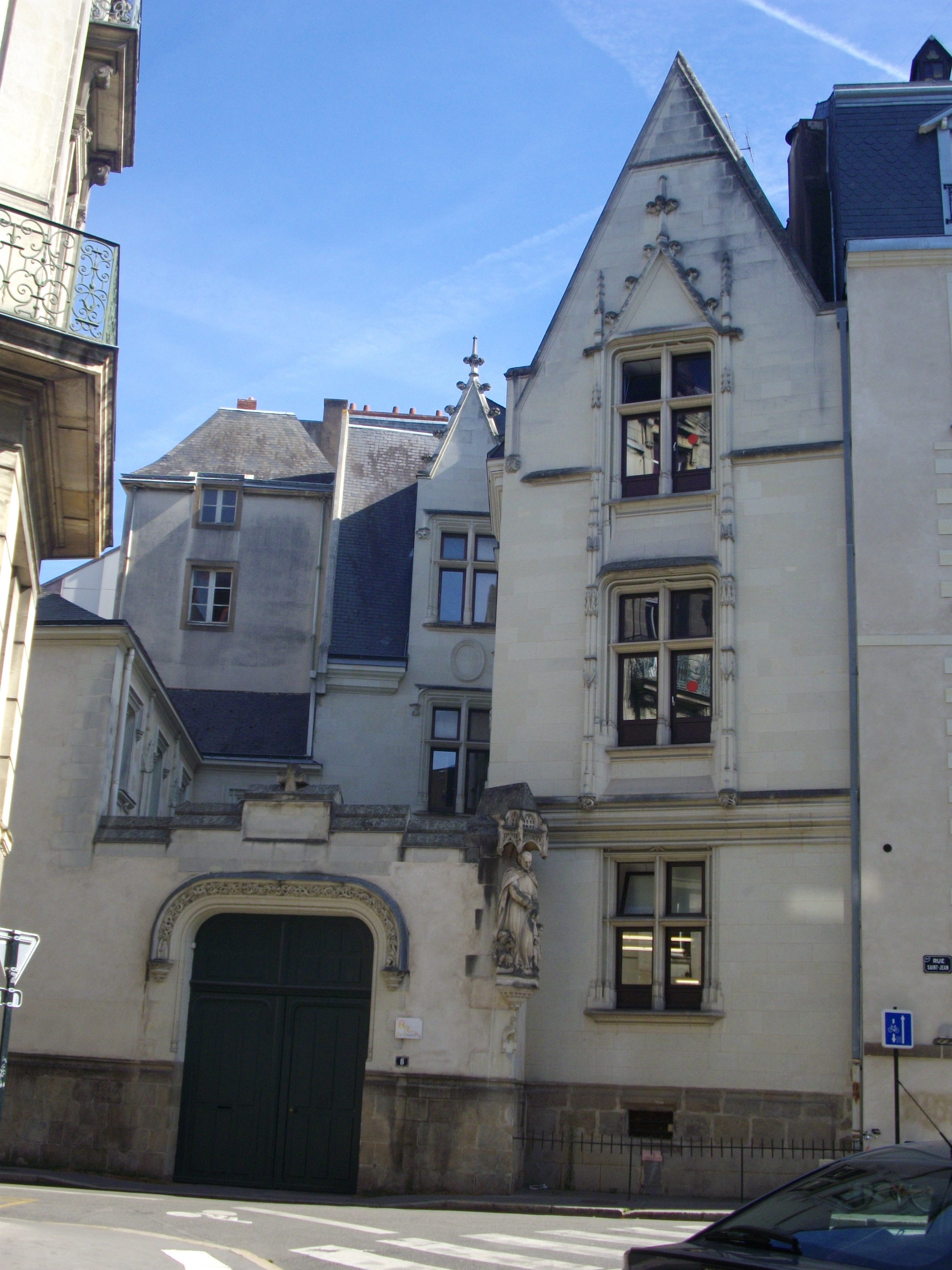
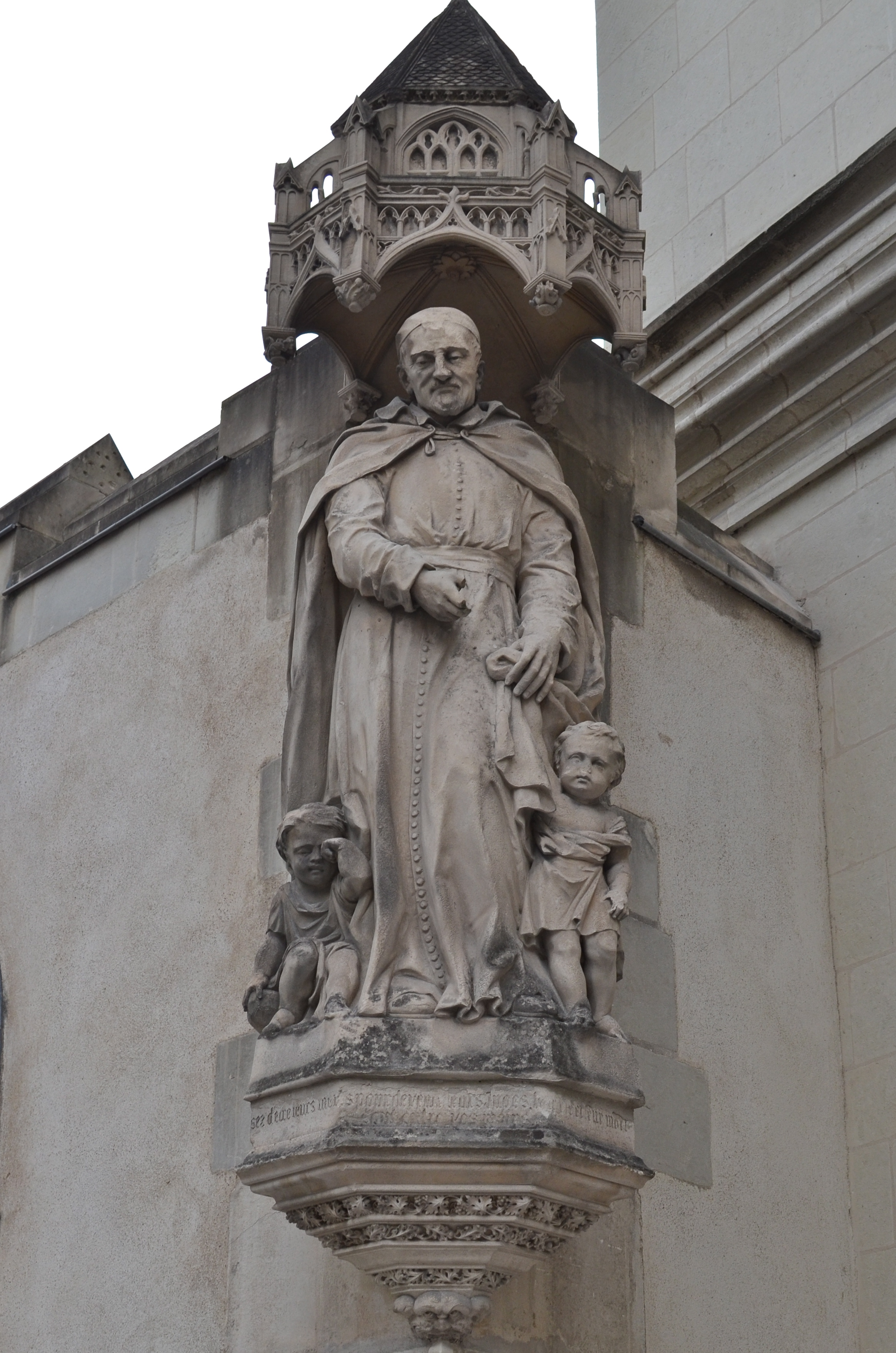